# Tribunal Superior de Justicia de La Rioja
El Tribunal Superior de Justicia de La Rioja (TSJR) es el máximo órgano del poder judicial en la comunidad autónoma de La Rioja (España). Tiene su sede en Logroño.

## Historia
Su antecedente más directo fueron las antiguas Audiencias Territoriales nacidas en 1812. El actual Tribunal Superior de Justicia de La Rioja fue creado en 1985 a partir del artículo 26 de la Ley Orgánica del Poder Judicial, constituyéndose el 23 de mayo de 1989.

## Competencias
El Tribunal Superior de Justicia de La Rioja es el órgano jurisdiccional en que culmina la organización judicial en la comunidad autónoma, sin perjuicio de la competencia reservada al Tribunal Supremo.

## Organización
El alto tribunal riojano se divide en cuatro órganos:
- La Sala de Gobierno
- La Sala de lo Civil y Penal
- La Sala de lo Contencioso-Administrativo
- La Sala de lo Social

## Sede
El TSJR tiene su sede en el Palacio de Justicia de Logroño situado en la ciudad de Logroño.

## Presidencia
El actual presidente del Tribunal Superior de Justicia de La Rioja es Javier Marca Matute.